# Tatuś Muminka i morze
Tatuś Muminka i morze (szw. Pappan och havet) – ósma książka Tove Jansson, należąca do cyklu o Muminkach. Została opublikowana w 1965 r. Pierwsze polskie wydanie (w tłumaczeniu Teresy Chłapowskiej) pochodzi z 1977 r.
Oryginalny tytuł (oznaczający po polsku Tata i morze) jest nawiązaniem do opowiadania Stary człowiek i morze Hemingwaya.

## Fabuła

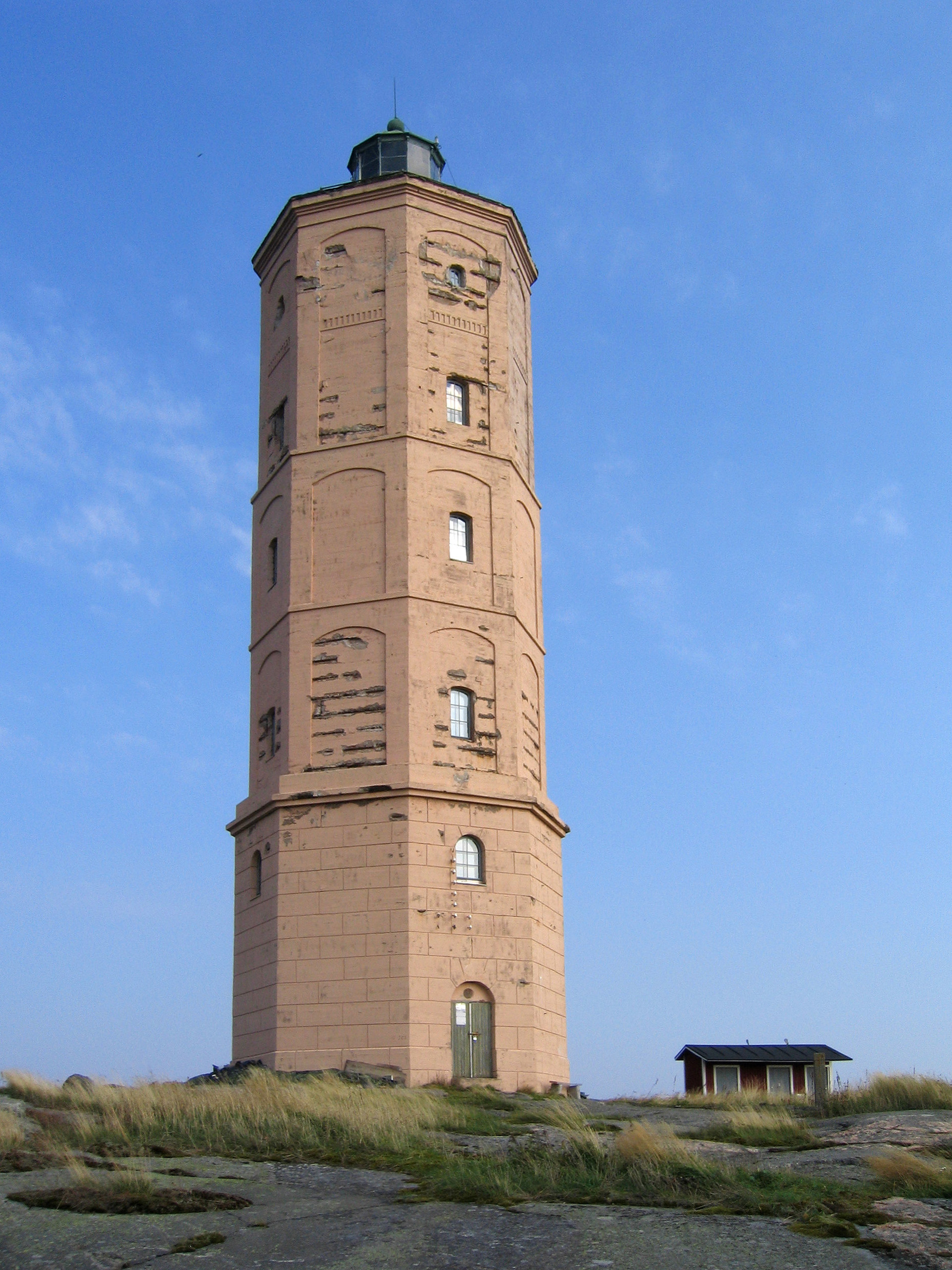
Latarnia morska Söderskär, inspiracja dla latarni opisanej w książce Tatuś Muminka i morze.

Tatuś Muminka jest zniechęcony życiem, jakie prowadzi w Dolinie Muminków. Pragnie wyruszyć na wyspę, gdzie znajduje się latarnia morska, i tam zacząć wszystko od nowa.
Rodzina Muminków i Mała Mi wyruszają w morską podróż; na miejscu okazuje się, że latarnia morska nie działa, a jedynym mieszkańcem wyspy jest gburowaty rybak.
Każdy z bohaterów zajmuje się własnymi zajęciami: Tatuś Muminka próbuje naprawić światło latarni i napisać książkę o morzu. Mama Muminka usiłuje zapewnić rodzinie domowy komfort w nowych warunkach, jednocześnie zmagając się z tęsknotą za doliną. Muminek chce znaleźć swoje własne miejsce na wyspie, a także zaprzyjaźnić się z konikami morskimi (żyjącymi w morzu końmi) i Buką (którą przyciągnęło na wyspę światło lampy, używanej przez Muminki w trakcie podróży). Mała Mi, podobnie jak w Dolinie Muminków, sama zajmuje się sobą.
Pod nieobecność Muminków w Dolinie Muminków pojawia się grupa osób, szukająca ich towarzystwa i rady. Losy tych bohaterów opisuje książka Dolina Muminków w listopadzie.

## O książce
Tove Jansson napisała tę książkę w trakcie podróży do Hiszpanii i Portugalii, którą odbyła na przełomie lat 1963/1964.
Inspiracją dla latarni na wyspie była (obecnie nieczynna) latarnia morska Söderskär, znajdująca się niedaleko fińskiego miasta Porvoo.
W pierwszym rozdziale książki znajduje się mapa Zatoki Fińskiej, na której zaznaczono współrzędne geograficzne wyspy z latarnią morską: 60°07′12″N, 25°45′50″E. Odpowiada to lokalizacji położonej ok. 5 kilometrów od wysepki Klovharun, na której znajdował się letni domek, należący do Tove Jansson.

## Inne media
- w 1957 r. ukazał się komiks Tove Jansson pt. Mumin och havet, który przedstawia wyprawę Muminków na wyspę z latarnią morską[9],
- książka stała się inspiracją dla 25. i 26. odcinka pierwszego sezonu serialu Muminki z 1990 r.[10][11]
- książka stała się inspiracją dla odcinków 12-14 szóstego sezonu serialu Opowiadania Muminków z 1977 r.[12][13][14]